# هوغو سيسنيروس
هوغو سيسنيروس (بالإسبانية: Hugo Cisneros)‏ هو لاعب كرة قدم مكسيكي، ولد في 27 نوفمبر 1994. لعب مع سيمارونس دي سونورا ‏.

## وصلات خارجية
- هوغو سيسنيروس على موقع قاعدة بيانات كرة القدم.إي يو (الإنجليزية)
- هوغو سيسنيروس على موقع Soccerway.com (الإنجليزية)